# Myndighet
För egenskapen att en persons är myndig, se myndig.
En myndighet är en institution som ingår i den offentliga förvaltningen eller rättskipningen.

## Sverige
En myndighet är i Sverige varje offentligt organ som inte är en beslutande politisk församling. Myndigheterna utgör tillsammans med de beslutande församlingarna den offentligrättsliga statliga och kommunala organisationen.
De svenska myndigheterna är:
- Regeringen
- Domstolarna
- Förvaltningsmyndigheterna

### Myndighetsutövning
En myndighet har i många fall inrättats för att fullgöra en eller flera uppgifter som det uteslutande ankommer på staten eller kommunen att sköta. Dessa uppgifter inbegriper ofta myndighetsutövning, det vill säga åtgärder som ytterst är uttryck för det offentligas maktbefogenheter i förhållande till de enskilda. Besluten kan gälla rättigheter, skyldigheter, förmåner eller annat jämförbart och således vara såväl gynnande som förpliktande för den enskilde.

### Regeringsformens myndighetsbegrepp
Den svenska regeringsformen skiljer mellan två typer av offentliga organ: beslutande politiska församlingar, till exempel riksdagen, och myndigheter. Samtliga statliga och kommunala organ med undantag för de beslutande församlingarna är myndigheter.
För rättskipningen finns domstolar och för den offentliga förvaltningen statliga och kommunala förvaltningsmyndigheter.
Privaträttsliga rättssubjekt, till exempel aktiebolag och ideella föreningar, faller utanför myndighetsbegreppet även om staten eller kommunen har ett kontrollerande inflytande exempelvis genom att äga aktierna i bolaget. Ett enskilt rättssubjekt som har anförtrotts förvaltningsuppgifter, såsom AB Svensk Bilprovning, är inte en myndighet. 
Regeringsformens indelning utgår från organisationsformen, inte från vilken funktion organet har. Det innebär att myndighetsbegreppet omfattar även offentliga organ som inte har myndighetsutövning som sin huvudsakliga uppgift, till exempel statliga högskolor och museer.

### Domstolar
De svenska domstolarna är de allmänna domstolarna (tingsrätter, hovrätter och Högsta domstolen), de allmänna förvaltningsdomstolarna (förvaltningsrätter, kammarrätter och Högsta förvaltningsdomstolen) och specialdomstolarna Arbetsdomstolen och Försvarsunderrättelsedomstolen.

### Förvaltningsmyndigheter
Förvaltningsmyndighet är i Sverige ett begrepp som omfattar alla myndigheter – såväl statliga som kommunala – utom regeringen och domstolarna. Termen används bland annat i regeringsformen. Riksdagen, kommunfullmäktige och regionfullmäktige faller utanför begreppet, eftersom dessa offentliga organ inte är myndigheter utan beslutande församlingar. 
Till förvaltningsmyndigheterna hör riksdagens myndigheter och centrala myndigheter under regeringen (som till exempel Försäkringskassan och Skatteverket), regionala statliga myndigheter (till exempel länsstyrelserna), lokala statliga myndigheter (till exempel övervakningsnämnderna), ambassader, konsulat och andra svenska utlandsmyndigheter samt kommunala och regionkommunala nämnder, till exempel kommunstyrelser och socialnämnder.
Det kan noteras att uppdelningen av statliga förvaltningsmyndigheter i centrala, regionala och lokala myndigheter har blivit mindre relevant genom de förändringar som skett i myndighetsstrukturen under 1990- och 2000-talet. Utvecklingen har gått från lokala och regionala myndigheter till en gemensam myndighet för hela landet. Exempel på detta är Skatteverket, Kronofogdemyndigheten, Lantmäteriet, Åklagarmyndigheten och, sedan den 1 januari 2015, Polismyndigheten.
Grundläggande bestämmelser om förvaltningsmyndigheternas verksamhet finns i förvaltningslagen.

#### Central förvaltningsmyndighet
Ett begrepp som tidigare var vanligt förekommande i lag- och förordningstext är "central förvaltningsmyndighet". 
Det finns ingen närmare definition av vad som är en central förvaltningsmyndighet. Till skillnad från begreppen myndighet och förvaltningsmyndighet går det inte att definiera "central förvaltningsmyndighet" med utgångspunkt i regeringsformens bestämmelser. Vad som skiljer centrala förvaltningsmyndigheter från övriga förvaltningsmyndigheter kan sägas vara att de har hela landet som sitt verksamhetsområde. Myndigheten kan även vara central i förhållande till regionala och lokala myndigheter.
Som nämnts har uppdelningen i centrala, regionala och lokala myndigheter tappat i betydelse.

#### Kommunala förvaltningsmyndigheter
Även regionfullmäktige och kommunfullmäktige har myndigheter under sig på lokal nivå. Ofta benämns dessa myndigheter som "nämnder" eller "kontor", till skillnad från statens "verk" och "styrelser". Benämningen är dock inte helt konsekvent, utan undantag förekommer på såväl lokal som central nivå. Några exempel på vanliga kommunala myndigheter är överförmyndarnämnder, miljökontor och byggnadsnämnder. Valnämnder och socialnämnder är obligatoriska att ha i varje kommun, medan det annars är upp till respektive kommunfullmäktige att besluta vilka nämnder som ska finnas.